# Tuğçe Kandemir
Tuğçe Kandemir (* 23. Februar 1996 in Ankara) ist eine türkische Popmusikerin.

## Karriere
Ihre musikalische Karriere begann zunächst auf YouTube, wo sie mit der Veröffentlichung von Songaufnahmen erstmals auf sich aufmerksam machte. Der Durchbruch gelang ihr dann im Jahr 2018 mit den Singles „Bu Benim Öyküm“ und „Yanlış“. Seitdem hat sie eine Reihe von erfolgreichen Songs veröffentlicht.
Neben der Musik ist sie beruflich als Lehrerin an der Mersin Üniversitesi in der Fachrichtung Literatur tätig.

## Diskografie

### Singles
| - 2018: Bu Benim Öyküm (mit Eli Türkoğlu) - 2018: Yanlış - 2018: Akşam Güneşi – Live (mit Rubato) - 2018: İçimdeki Sen (mit Bilal Sonses) - 2019: Gülü Soldurmam - 2019: Gördüğüme Sevindim – Live - 2019: Rica Ederim – Live - 2019: Mağusa Limanı – Live - 2019: Yelkovan - 2019: Yağmur - 2020: #zELzELE (u. a. mit Eypio) - 2020: El-Âlem - 2020: Kurban Olduğum - 2020: Kördüğüm (mit Özkan Meydan & Alican Özbuğutu) - 2020: Ne Güzel Yaratmış - 2021: Seni Öptüğüm Sokak (mit Eypio) - 2021: Ah Ellerim Kırılaydı | - 2021: Kahverengi Gözlerin - 2021: Sakın Ola - 2022: Saçlarıma Yıldız Takana - 2022: Anlı Şanlı - 2022: Saf Kalbim - 2022: Kaybet - 2022: Kapattum Yureğumi (mit Selçuk Balcı) - 2022: Kardan Çiçekler (mit Pınar Süer) - 2023: Yana Yana - 2023: Sonbahar - 2023: Kalbim Kırgın (mit Bedo) - 2023: Aç Gözünü (mit Kurtuluş Kuş) - 2024: Evlenelim mi Sevgilim - 2024: Aradan Çok Yıllar Geçti - 2024: İhanetten Geri Kalan (mit Anıl Şallıel) - 2024: Açıldı Kapılar |

Quelle: